# Hebius flavifrons
Espèce
Synonymes
- Tropidonotus flavifrons Boulenger, 1887
- Natrix flavifrons (Boulenger, 1887)
- Amphiesma flavifrons (Boulenger, 1887)

Statut de conservation UICN

 LC  : Préoccupation mineure
Hebius flavifrons est une espèce de serpents de la famille des Natricidae. 

## Répartition
Cette espèce est endémique de Bornéo. Elle se rencontre, :
- au Kalimantan en Indonésie ;
- en Malaisie orientale ;
- au Brunei.

## Publication originale
- Boulenger, 1887 : On new reptiles and batrachians from North Borneo. Annals and Magazine of Natural History, sér. 5, vol. 20, p. 95-97 (texte intégral).